# Валя-Ларге (комуна)
Валя-Ларге (рум. Valea Largă) — комуна у повіті Муреш в Румунії. До складу комуни входять такі села (дані про населення за 2002 рік):
- Валя-Глодулуй (176 осіб)
- Валя-Ларге (1829 осіб) — адміністративний центр комуни
- Валя-Педурій (214 осіб)
- Валя-Урієшулуй (312 осіб)
- Валя-Фрецієй (207 осіб)
- Валя-Шурій (249 осіб)
- Гредінь (256 осіб)
- Мелеєшть (5 осіб)
- Подурі (131 особа)

Комуна розташована на відстані 289 км на північний захід від Бухареста, 38 км на захід від Тиргу-Муреша, 40 км на південний схід від Клуж-Напоки.

## Населення
За даними перепису населення 2002 року у комуні проживали 3379 осіб.
Національний склад населення комуни:
| Національність | Кількість осіб | Відсоток |
| -------------- | -------------- | -------- |
| румуни         | 3303           | 97,8%    |
| цигани         | 65             | 1,9%     |
| угорці         | 9              | 0,3%     |
| українці       | 1              | < 0,1%   |
| німці          | 1              | < 0,1%   |

Рідною мовою назвали:
| Мова       | Кількість осіб | Відсоток |
| ---------- | -------------- | -------- |
| румунська  | 3355           | 99,3%    |
| циганська  | 20             | 0,6%     |
| угорська   | 3              | 0,1%     |
| українська | 1              | < 0,1%   |

Склад населення комуни за віросповіданням:
| Релігія            | Кількість осіб | Відсоток |
| ------------------ | -------------- | -------- |
| православні        | 2379           | 70,4%    |
| не релігійні       | 84             | 2,5%     |
| п'ятдесятники      | 83             | 2,5%     |
| греко-католики     | 40             | 1,2%     |
| реформати          | 5              | 0,1%     |
| атеїсти            | 3              | 0,1%     |
| мусульмани         | 1              | < 0,1%   |
| не вказали релігію | 20             | 0,6%     |